# Maggiora
Maggiora (Magiora in piemontese e lombardo) è un comune italiano di 1 641 abitanti della provincia di Novara in Piemonte.

## Monumenti e luoghi d'interesse

### Architetture religiose
- Chiesa dello Spirito Santo, costruita nel XVIII secolo

## Società

### Evoluzione demografica
Abitanti censiti

## Cultura

### Palio dei Rioni di Maggiora
Evento classico della tradizione maggiorese è il Palio dei rioni che si svolge nel mese di giugno da oltre venticinque anni. La manifestazione vede la partecipazione di oltre 200 figuranti in costumi d'epoca del Quattrocento ed i quattro rioni del paese che si affrontano in singolari sfide dal sapore medioevale come la gara di tiro con l'arco, la giostra del Palio o la corsa delle botti che decreta la vittoria finale. Le serate sono accompagnate da spettacoli di musica dal vivo.

## Amministrazione

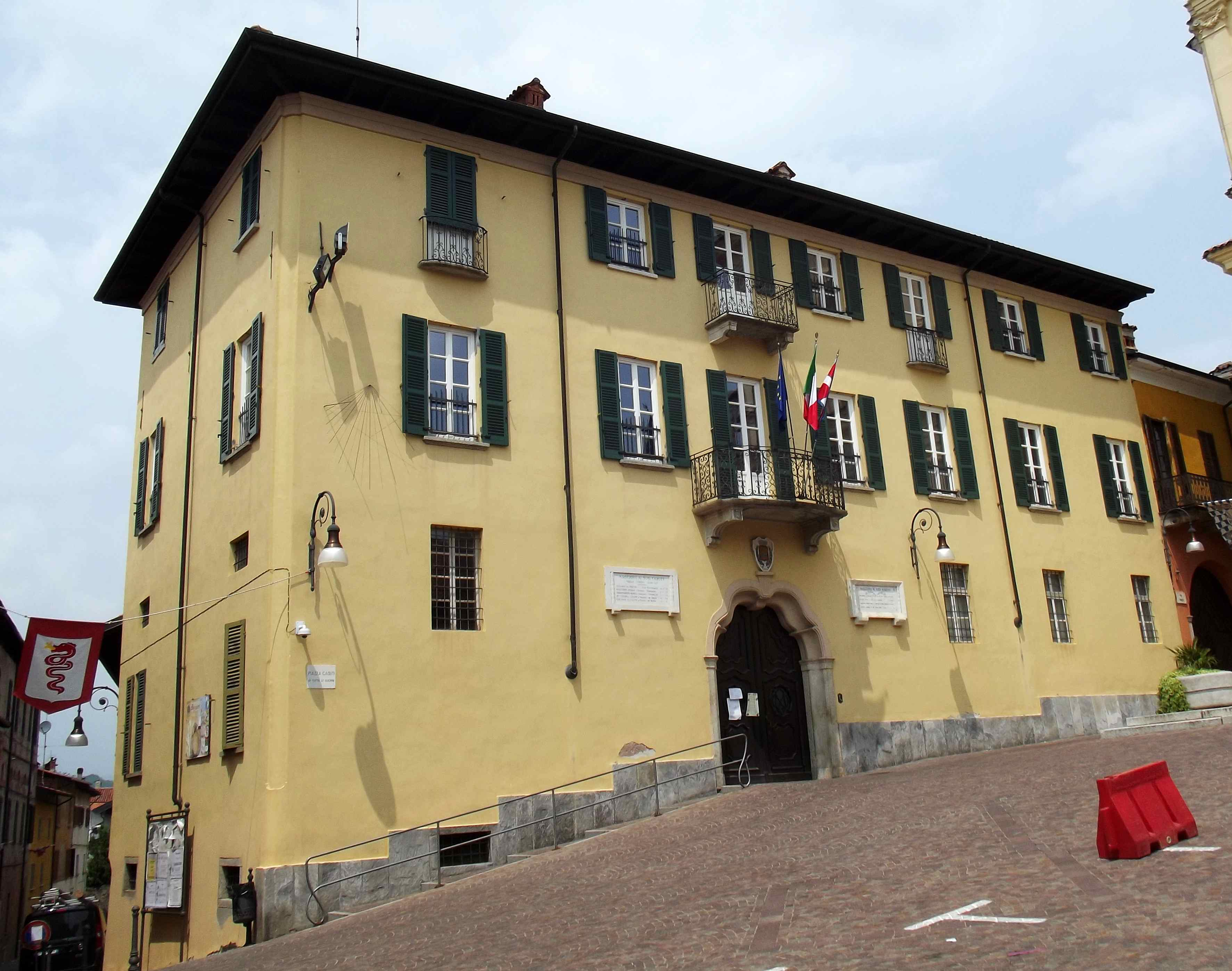
Il municipio

Di seguito è presentata una tabella relativa alle amministrazioni che si sono succedute in questo comune.
| Periodo        | Periodo          | Primo cittadino           | Partito                                 | Carica  | Note  |
| -------------- | ---------------- | ------------------------- | --------------------------------------- | ------- | ----- |
| 23 giugno 1988 | 31 luglio 1989   | Ermanno Fasola            | Partito Socialista Democratico Italiano | Sindaco | [ 6 ] |
| 31 luglio 1989 | 5 giugno 1993    | Giovanni Battista Zanetta | Partito Socialista Democratico Italiano | Sindaco | [ 6 ] |
| 7 giugno 1993  | 28 aprile 1997   | Giovanni Battista Zanetta | lista civica                            | Sindaco | [ 6 ] |
| 28 aprile 1997 | 14 maggio 2001   | Ermanno Fasola            | centro                                  | Sindaco | [ 6 ] |
| 14 maggio 2001 | 30 maggio 2006   | Ermanno Fasola            | centro                                  | Sindaco | [ 6 ] |
| 29 maggio 2006 | 16 maggio 2011   | Giuseppe Fasola           | insieme                                 | Sindaco | [ 6 ] |
| 16 maggio 2011 | 21 dicembre 2018 | Giuseppe Fasola           | lista civica Insieme per Maggiora       | Sindaco | [ 6 ] |
| 27 maggio 2019 | in carica        | Roberto Balzano           | lista civica Insieme per Maggiora       | Sindaco | [ 6 ] |

## Sport
Maggiora ha una longeva e differenziata storia sportiva.

### Ciclismo
Dal 1946 al 1974 Maggiora ha ospitato il "Circuito del Balmone", gara professionistica di ciclismo su strada, che prendeva il nome dalla salita del Balmone (che, con altre strade del centro abitato, componeva un circuito da percorrere 35 volte per un totale di oltre 100 chilometri).
Al Balmone hanno preso parte (e vinto) corridori quali Bartali, Coppi, Fornara, Adorni, Gimondi e Merckx. L'ultima edizione fu vinta da José Manuel Fuente.

### Motocross
Nel 1963 l'Unione Sportiva Maggiorese realizzò un primitivo impianto per il motocross in località Mottaccio del Balmone; progressivamente implementata, la pista (poi detta Maggiora Park) acquisì rilievo mondiale, ospitando varie gare di prestigio: nel 1970 vi si disputò il Motocross delle Nazioni (all'epoca riservato alla classe 500cc), che fece poi ritorno sulla pista maggiorese nel 1986.
La pista rimase poi chiusa dal 1999 al 2012, allorché grazie all'interessamento degli imprenditori biellesi Paolo Schneider e Stefano Avandero, l'impianto riaprì i battenti, ospitando già dall'anno successivo il Gran Premio d'Italia del campionato mondiale MX1/MX2. Il 25 settembre 2016 vi si è disputato altresì il Motocross delle Nazioni.

### Autocross e fuoristrada
Nel 1971 lo Sport Club Maggiora aprì il primo impianto permanente d'Italia per gare di autocross, l'autodromo Pragiarolo, che nel 1974 ospitò il primo trofeo Europa Cross.
Sempre negli anni 1970 arrivò a Maggiora la disciplina del fuoristrada: sulle colline adiacenti all'autodromo venne infatti disegnato un apposito percorso, che ha poi ospitato fino al 2007 gare di campionato italiano velocità offroad 4x4, passando quindi ad accogliere raduni non competitivi come il Jeepers Meeting, che costituisce raduno monomarca Jeep più partecipato d'Europa.
Nel 2014 la pista è stata oggetto di lavori di riqualificazione ed ammodernamento, per renderla idonea ad ospitare anche gare di rallycross.

### Calcio
Club calcistico cittadino è l'ASD Maggiora Calcio, militante nelle divisioni dilettantistiche piemontesi.